# Through the Long Days
Through the Long Days è una canzone scritta dal compositore inglese Edward Elgar nel 1885 come Op. 16, n. 2. Le parole sono tratte da una poesia dello scrittore e statista americano John Milton Hay.

## Storia
La canzone fu composta mentre Elgar era in vacanza a casa dell'amico Dr. Charles Buck a Settle tra il 10 e il 31 agosto 1885. Fu scritta in memoria di un amico comune, Jack Baguley, che era appena morto.
La canzone, insieme a Like to the Damask Rose, fu eseguita per la prima volta da Charles Phillips nella St James's Hall il 25 febbraio 1897.
Fu pubblicata per la prima volta da Stanley Lucas (Londra) nel 1887, dedicata al Rev. E. Vine Hall. Quando ricevette le prime copie dall'editore, Elgar ne autografò una a "Miss Roberts da Edward Elgar, 21 marzo 1887". Fu ripubblicata da Ascherberg nel 1890, poi nel 1907 come uno dei Seven Lieder of Edward Elgar, con parole inglesi e tedesche.

## Lyrics
Parole in tedesco di Ed. Sachs
| English THROUGH THE LONG DAYS Through the long days and years What will my lov'd one be, Parted from me? Through the long days and years. Always as then she was Loveliest, brightest, best, Blessing and blest, Always as then she was. Never on earth again Shall I before her stand, Touch lip or hand Never on earth again. But, while my darling lives, Peaceful I journey on, Not quite alone, Not while my darling lives, While my darling lives. | German TAGE UND JAHRE GEHEN Tage und Jahre geh'n, Wo wird mein Lieb wohl sein. Fremd und allein? Tage und Jahre geh'n. Jedem ein Glück sie war, Lieblich und gut und rein, Wie Sonnenschein. Jedem ein Glück sie war. Nie mehr auf dieser Welt Werde ich vor ihr steh'n, In's Aug ihr seh'n. Nie mehr auf dieser Welt. Wandr' ich auch weit von hier, Lebt doch ihr Bild allein Im Herzen mein. Lebt doch ihr Bild allein In dem Herzen mein. |

 ·  Elgar ampliò la poesia originale, che aveva solo le prime tre righe di ogni verso.

## Incisioni
- Songs and Piano Music by Edward Elgar ha "Through the Long Days" interpretato da Mark Wilde (tenore), con David Owen Norris (pianoforte).
- The Songs of Edward Elgar SOMM CD 220 Neil Mackie (tenore) con Malcolm Martineau (piano), al Southlands College, Londra, Aprile 1999